# فرنسيسكو هرنانديز غيرون
فرنسيسكو هرنانديز غيرون (بالإسبانية: Francisco Hernández Girón)‏ هو مستكشف إسباني، ولد في 1501 في قصرش في إسبانيا، وتوفي في 1554 في ليما في بيرو بسبب قطع الرأس.